# つくばみらい市立小絹小学校
つくばみらい市立小絹小学校（つくばみらいしりつこきぬしょうがっこう）は茨城県つくばみらい市小絹に所在する市立小学校。

## 沿革
- 1874年 - 筒戸小学校開校。
- 1875年 - 寺畑小学校開校。
- 1882年 - 新宿小学校開校。
- 1876年 - 筒戸、寺畑、新宿、川崎小学校が合併し、杉下小学校開校。
- 1879年 - 小絹村新設と共に、小絹尋常小学校に改称。
- 1898年 - 北相馬郡小絹尋常高等小学校に改称。
- 1941年 - 北相馬郡小絹村立小絹国民学校に改称。
- 1947年 - 北相馬郡小絹村立小絹小学校に改称。
- 1955年 - 合併により、谷和原村立小絹小学校に改称。
- 1971年 - プール竣工。
- 1978年 - 体育館竣工。
- 1991年 - 新運動場完成
- 2004年 - 北校庭芝生化
- 2006年 - 合併により、つくばみらい市立小絹小学校に改称。

## 教育目標
｢児童一人一人の可能性を啓発し、かしこく、たくましく自主的で実践力を持った、心豊かな子どもを育てる｣

## 学区
つくばみらい市のうち、小貝川以西全域が学区となっている。市内では唯一旧下総国、旧北相馬郡の地域にあたり、最も学区内人口が多い。また、当校は常総ニュータウン絹の台地区に隣接する場所にある。市立中学校に進学する場合の進学先は小絹中学校となる。

## 交通
- 関東鉄道バス・「小絹中学校前」下車 徒歩4分